# Типографський пункт

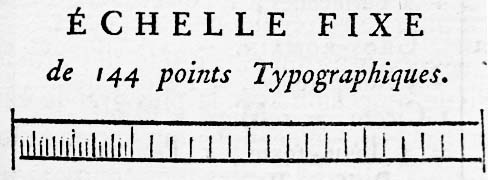
Шкала Фурньє. Manuel Typographique, Barbou, Paris, 1764

Типографський пункт — одиниця вимірювання кегля шрифту. 1 пункт = 1/12 цицеро (pica) = 1/48 квадрата.
У країнах СНД 1 пункт = 0,3759 мм. У США (використовується при комп'ютерному наборі) 1 пункт = 1/72 дюйма = 0,3528 мм = 352,777 773 956 019 мікронів.

## Історія
В 1737 французький друкар П. С. Фурньє (Fournier) опублікував брошуру під заголовком «Tables des Proportions qu'il faut observer entre les caractères», в якій запропонував як основну одиницю для встановлення розмірів шрифту використовувати одиницю вимірювання «друкарський пункт», яка дорівнює 1/12 поширеного шрифту цицеро. Фурньє дав розміри шрифтів у паризьких дюймах, а паризький дюйм дорівнював 1/12 паризького фута (30,01 см). Таким чином, 1 пункт в системі Фурньє дорівнює 0,3473 мм.
Для вимірювання шрифту Фурньє запропонував використовувати надруковану на папері розмірну лінійку (див. рис.). Але ідея у друкарів підтримки не знайшла, оскільки папір з часом висихав, і лінійка ставала коротшою.
В 1770 паризький друкар Франсуа Амбруаз Дідо ввів нову міру, яка потім була названа нормальною. Дідо взяв за основу королівську стопу (фут) розміром 32,48 см. З цього еталону дюйм (1/12 фута) дорівнює 27,06 мм, і звідси пункт 1/72 дюйма дорівнює 0,3759 мм.
Система Дідо була прийнята спочатку в багатьох європейських країнах.
В 1878 англійський друкар Нельсон Хоукс визначив розмір типографського пункту в 1/72, 27 англійського дюйма (2,54 см). Відповідно 1 пункт = 0,3515 мм. Ця система вимірювання шрифтів (система Хоукса) стала використовуватися в Англії і США.
У 1930-x роках у Радянському Союзі намагалися впровадити метричний розмір шрифтів та інших набірних матеріалів. За задумом авторів реформи, замість пункту Дідо слід використовувати пункт розміром 0,375 мм. Таким чином, розміри кегля шрифту легко було виразити в міліметрах. Наприклад, 8 пунктів — це 3 мм, 12 пунктів — 4,5 мм. Для запобігання змішування старого і нового складального матеріалу передбачалося відливати літери з двома-трьома сигнатурами (канавки на підніжці літери). Остаточна заміна шрифтів на метричні була запланована на 1942 рік, проте успіху реформа не мала.
Наприкінці 1980-х років американська компанія Adobe [Архівовано 22 лютого 2011 у Wayback Machine.] розробила мову опису сторінок PostScript, в якому 1 пункт дорівнював 1/72 частці від англійського дюйма (25,4 мм), тобто 0,352777… мм. Відтоді англо-американську систему вимірювання шрифтів використовують у всіх комп'ютерних програмах верстки та дизайну за замовчуванням.
Іноді пункти, зазначені в американській системі, називають пойнт (point), щоб їх можна було відрізнити від пунктів системи Дідо.